# Boissey (Calvados)
Boissey ist eine Ortschaft in der Normandie in Frankreich. Die ehemals eigenständige Gemeinde war Mitglied des Gemeindeverbandes Les Trois Rivières. Sie ging mit Wirkung vom 1. Januar 2017 in der Commune nouvelle Saint-Pierre-en-Auge auf und ist seither eine Commune déléguée. Nachbargemeinden waren Vieux-Pont-en-Auge im Nordwesten und Norden, Castillon-en-Auge im Nordosten, Sainte-Marguerite-de-Viette im Osten und Südosten, Mittois im Süden und Südwesten, Hiéville im Westen sowie Bretteville-sur-Dives im Nordwesten.

## Bevölkerungsentwicklung
| Jahr      | 1962 | 1968 | 1975 | 1982 | 1990 | 1999 | 2009 | 2014 | 2017 |
| --------- | ---- | ---- | ---- | ---- | ---- | ---- | ---- | ---- | ---- |
| Einwohner | 282  | 247  | 236  | 216  | 202  | 206  | 215  | 233  | 214  |

## Sehenswürdigkeiten
- Schloss von Boissey, ein Fachwerkhaus

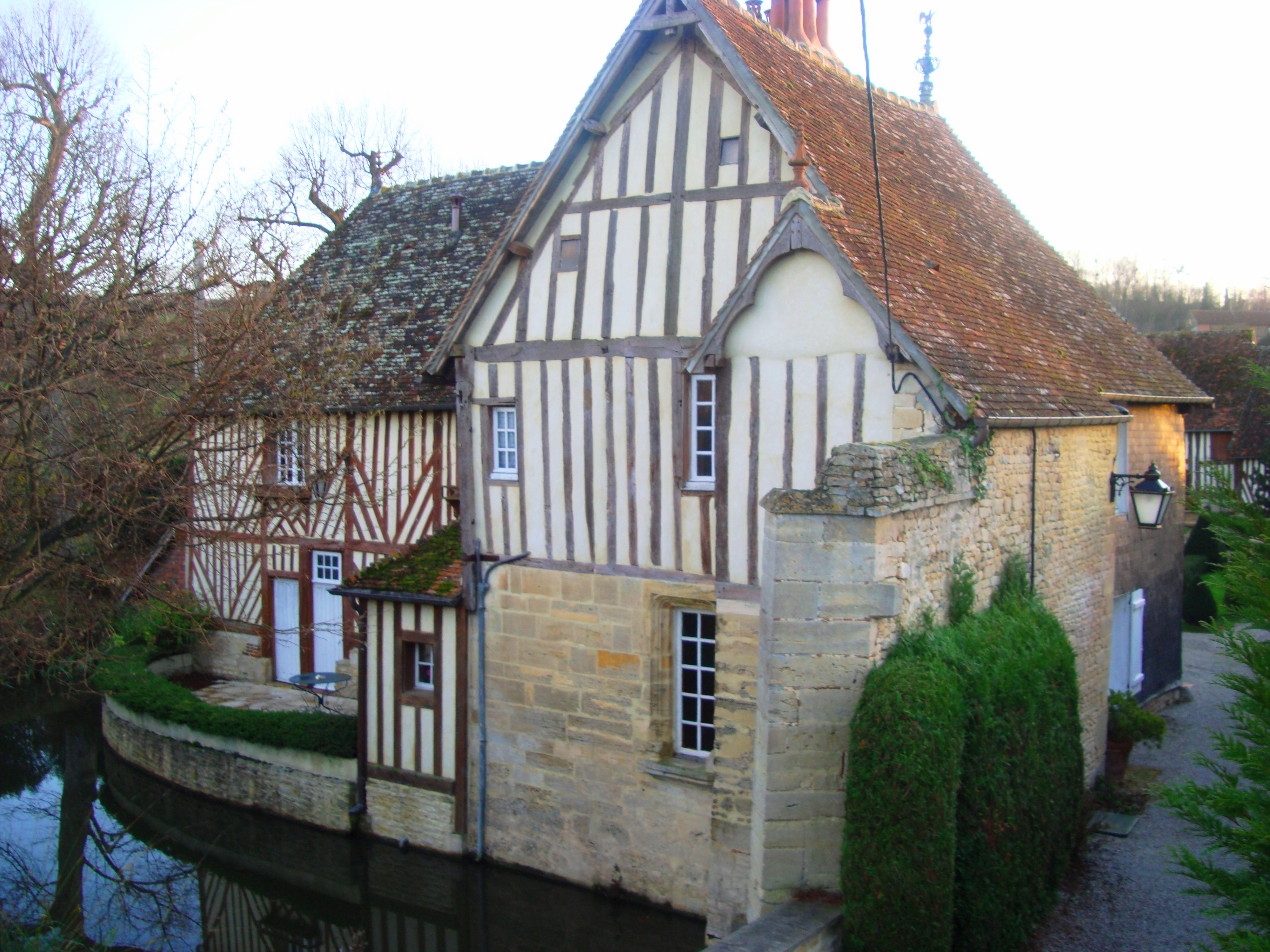
Schloss von Boissey, Nordfassade